# Expo (stacja metra)
Expo – naziemna stacja Mass Rapid Transit (MRT) w Singapurze, która jest częścią East West Line (odgałęzienie do Portu lotnicze Changi). Stacja obsługuje centrum wystawowe Singapore Expo. Od 2017 jest stacją węzłową z Downtown Line.